# Spotmètre
Luminancemètre
 (août 2017).
Si vous disposez d'ouvrages ou d'articles de référence ou si vous connaissez des sites web de qualité traitant du thème abordé ici, merci de compléter l'article en donnant les références utiles à sa vérifiabilité et en les liant à la section « Notes et références ».
Un luminancemètre est un appareil de mesure utilisé en photométrie pour mesurer la luminance d'une surface. En éclairage pour la prise de vue photographique, cinéma ou vidéo, on l'appelle communément spotmètre.
Il est constitué d'une optique qui délimite un faisceau lumineux d'une faible ouverture, projetant, sur un capteur calibré identique à celui d'un posemètre, une image de la source.
La luminance des sources primaires, comme les écrans vidéo, peut se mesurer avec une sonde, par contact ; on suppose implicitement, dans ce cas, qu'il s'agit de la luminance perpendiculairement à l'écran, correspondant à la direction d'un observateur idéalement situé juste en face, à une certaine distance.

## Caractéristiques
Un spotmètre se caractérise par :

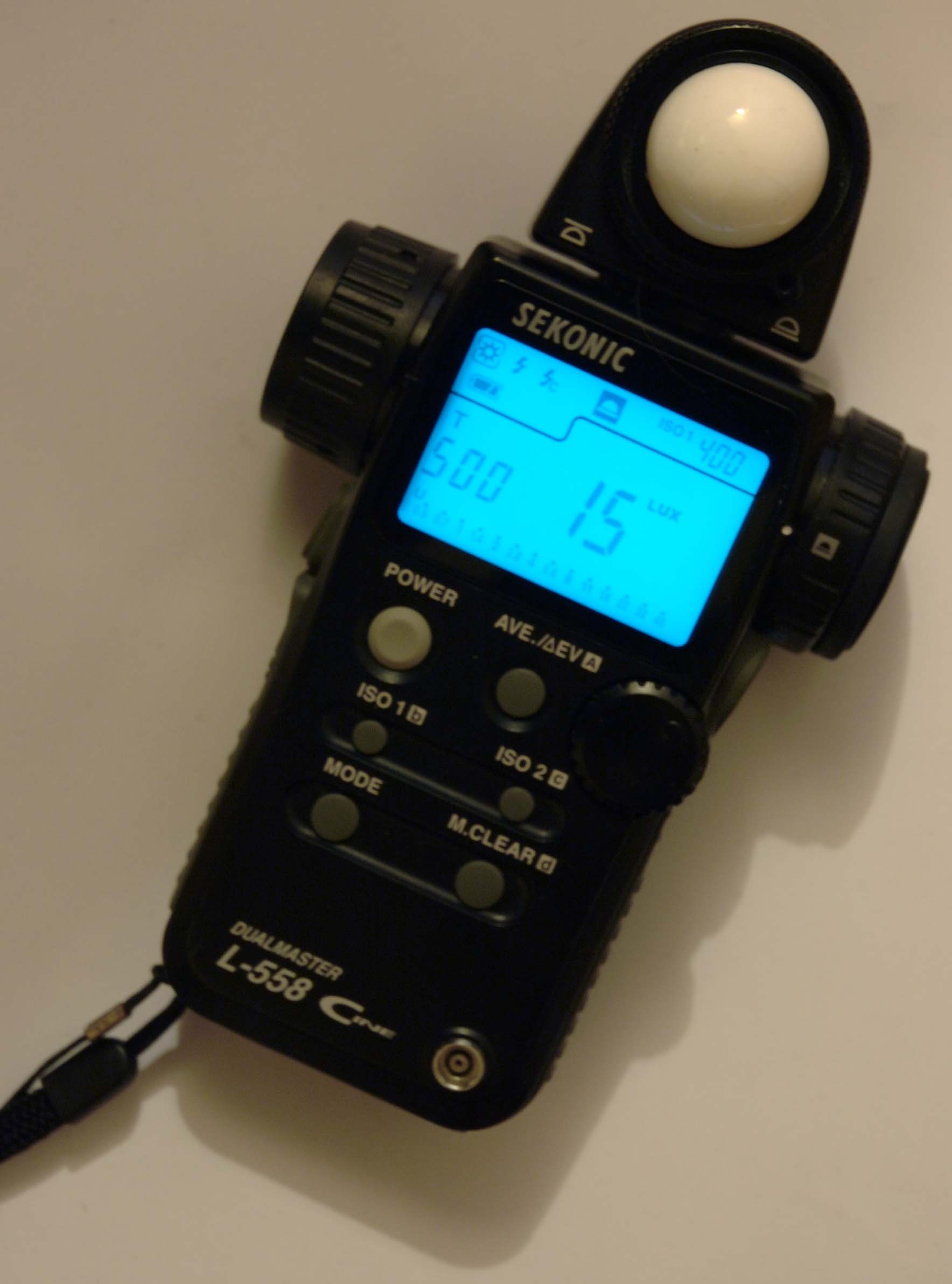
Cellule/spotmètre Sekonik L558 Cine

Angle d'analysereprésente l'angle solide qui est pris en compte pour la mesure. Plus l'angle est petit, plus la mesure est ponctuelle. Un angle de 1° est courant. Une ouverture de 1° correspond à un cercle de 17 mm de diamètre vu à 1 m.
Sensibilitéluminance minimale interprétée par le spotmètre, en IL.

## Usage
La photométrie relève la luminance exprimée en candela/m² (candela par mètre carré). Les appareils prévus pour la photographie utilisent en général des unités pratiques comme l'indice de lumination ou calculent directement l'ouverture ou le temps de pose, selon le besoin de l'utilisateur. On passe très facilement de l'unité photométrique aux grandeurs photographiques et vice-versa.
Alors que le luxmètre (ou « posemètre » ou « cellule ») mesure la lumière incidente, c'est-à-dire celle qui arrive sur le sujet, le luminancemètre mesure la lumière que le sujet renvoie dans sa direction. Le spotmètre, très utilisé en cinéma et en photographie, est un luminancemètre indiquant la luminance lumineuse moyenne dans un cône d'un ou deux degrés d'ouverture.
Il permet de connaître la luminance d'une petite partie du champ, et ainsi de déterminer l'exposition en tenant compte du contraste du sujet. Les sujets n'ayant pas tous la même réflectance ni le même brillant, la différence peut être assez considérable.
Les luminancemètres utilisés en photographie peuvent souvent mesurer la contribution à l'éclairage d'un éclair de flash déclenché dans une lumière d'ambiance.
Dans la mise en place d'installations de projection d'images fixes ou animées, le luminancemètre sert à vérifier que l'écran est suffisamment uniformément illuminé, et que, vu de divers emplacements du public, il présente, en l'absence d'image, une luminance suffisamment uniforme, et dans laquelle la lumière provenant de la salle, projecteur éteint, est suffisamment faible. 